# Rivalidad Djokovic-Federer

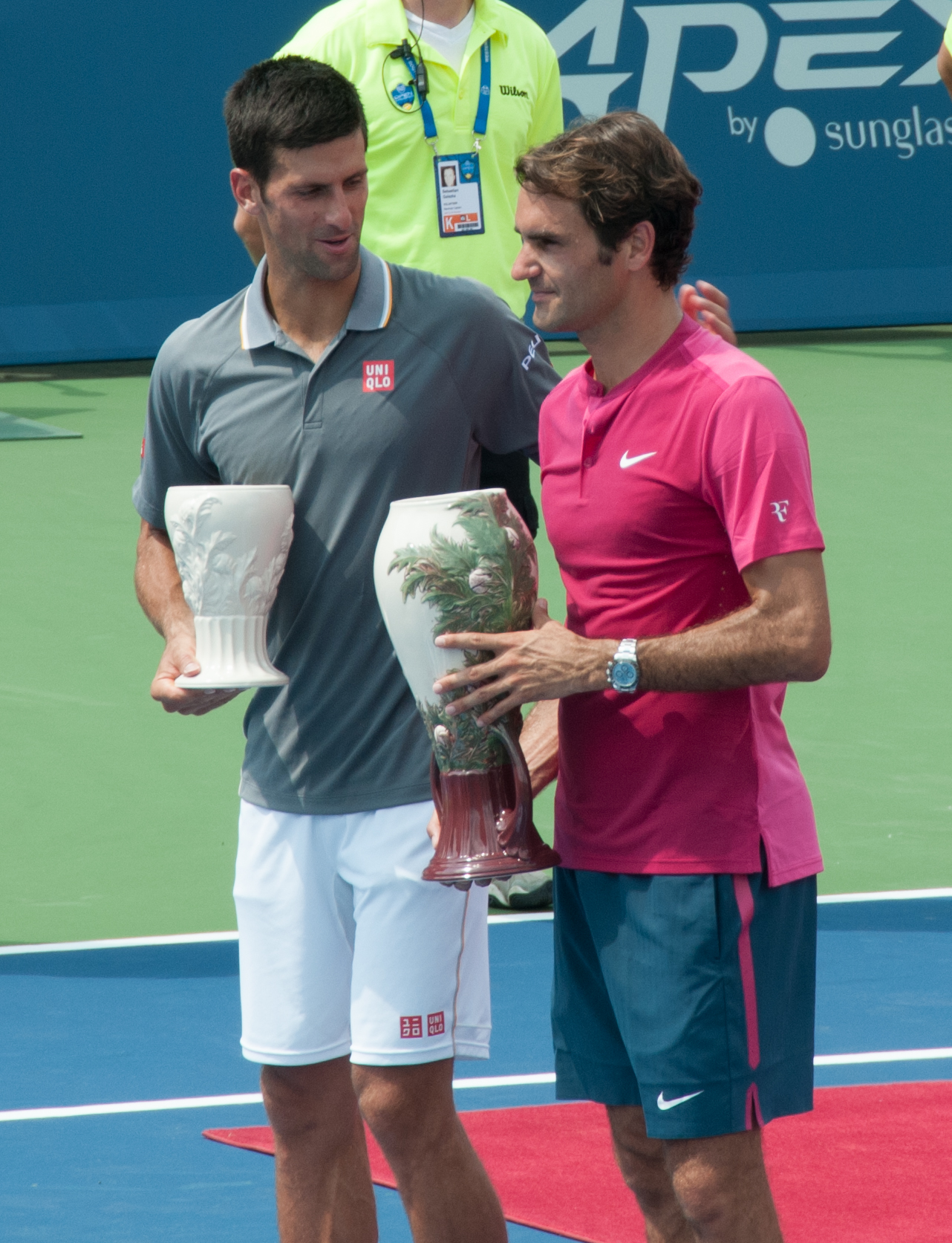
Djokovic y Federer en la final de Masters de Cincinnati de 2015

La rivalidad Djokovic-Federer es la rivalidad deportiva que existe entre los tenistas Novak Djokovic y Roger Federer. En total se han enfrentado en 50 ocasiones (sin incluir la final del ATP World Tour Finals 2014 cuando hubo un walkover a favor de Djokovic), con un marcador de 27-23 a favor del serbio. Se dividen 4-4 en tierra batida, Djokovic lidera 20-18 en cancha dura, también lidera en hierba 3-1. Djokovic es el único jugador, además de Rafael Nadal, en derrotar a Federer en torneos consecutivos de Grand Slam. Federer cortó la racha de 41 partidos ganados seguidos de Djokovic en la temporada 2011 (desde un comienzo del año) en la semifinal de Roland Garros. 

## Historia
Djokovic tiene la mayor cantidad de victorias ante Federer. Los dos tuvieron cinco encuentros en el Abierto de Australia (2007-2008-2011-2016-2020), con Federer venciendo en sets corridos en 2007 y Djokovic prevaleciendo en sets corridos en 2008, 2011, 2020 y en cuatro sets en 2016. Los dos se enfrentaron durante cinco años consecutivos en el Abierto de Estados Unidos, con Federer triunfante en sus primeros tres encuentros, mientras que sus dos últimas reuniones (en 2010 y 2011) fueron partidos de cinco sets en los que Djokovic salvó dos puntos de partido antes de pasar a ganar. El 6 de julio de 2012, Djokovic perdió contra Federer en la semifinal de Wimbledon. El 12 de noviembre de 2012, Djokovic ganó el ATP World Tour Finals 2012 al derrotar al suizo en sets corridos en la final. Los dos se encontraron nuevamente durante la final de Wimbledon 2014, con Djokovic emergiendo victorioso después de un partido de cinco sets y con la victoria reclamando el primer puesto contra Nadal.
Federer se retiró de la final del ATP World Tour Finals 2014 y Djokovic defendió con éxito su título, el primer walkover en una final en los 45 años de historia del torneo. En Wimbledon 2015, a pesar de "un extraordinario desempate en el segundo set en el que Federer salvó siete puntos de set para igualar el partido" en 1-1 en sets, Djokovic se llevó la victoria en 4 sets e incluso igualó el frente a frente entre los dos jugadores. Los dos se enfrentaron de nuevo en otra final de Grand Slam en 2015, esta vez en el Abierto de Estados Unidos 2015, donde Djokovic derrotó a Federer en 4 sets apretados para reclamar su segundo título del Abierto de Estados Unidos y el décimo en Grand Slam.
Los dos también se enfrentarían en las semifinales del Abierto de Australia 2016, donde Djokovic jugó un tenis prácticamente impecable en los primeros dos sets para finalmente obtener una victoria por 6-1, 6-2, 3-6, 6-3 en su ruta para lograr su 6.º Abierto de Australia y su 11.º título de Grand Slam.
Su último enfrentamiento en una final de Grand Slam fue en la final de Wimbledon 2019, en la que el serbio venció al suizo tras 4 horas y 57 minutos y salvando dos puntos para campeonato en el 7-8 (15-40). Ha sido la final más larga en la historia del torneo. Djokovic se alzó con su quinto título de Wimbledon y su decimosexto Grand Slam.
Su último enfrentamiento oficial fue en las semifinales del Abierto de Australia 2020 en el que Djokovic se impuso a Federer en 3 sets (7-6, 6-4, 6-3).